# Persone di nome Cornelia
| Questa pagina contiene informazioni ricavate automaticamente dalle voci biografiche con l'ausilio del template Bio e di un bot. L'aggiornamento è periodico e automatico e ricostruisce completamente la pagina. Se manca una persona in questa lista, sei pregato di non aggiungerla, ma accertati piuttosto che la sua voce biografica contenga il template Bio e che i dati anagrafici siano correttamente compilati. Se il template Bio manca, inseriscilo tu stesso o, in alternativa, metti l'avviso {{tmp\|Bio}} che ne segnala la mancanza. Se i dati riportati sono sbagliati, correggi direttamente la voce biografica; le modifiche saranno visibili in questa lista entro pochi giorni. Per chiarimenti vedi il progetto antroponimi. La lista contiene solo le 71 persone che sono citate nell'enciclopedia e per le quali è stato implementato correttamente il template Bio. Pagina aggiornata al 22 lug 2025. |

Questa è una lista di persone presenti nell'enciclopedia che hanno il nome Cornelia, suddivise per attività principale.

## Archeologhe(1)
- Cornelia Ewigleben, archeologa e storica tedesca (Bispingen, n. 1954)

## Artiste(1)
- Cornelia Sollfrank, artista e blogger tedesca (Feilershammer, n. 1960)

## Attiviste(1)
- Kee Groot, attivista olandese (Hoorn, n. 1868 - Rijswijk, † 1934)

## Attrici(4)
- Cornelia Froboess, attrice e cantante tedesca (Wriezen, n. 1943)
- Cornelia Gröschel, attrice tedesca (Dresda, n. 1987)
- Cornelia Otis Skinner, attrice e scrittrice statunitense (Chicago, n. 1899 - New York, † 1979)
- Cornelia Sharpe, attrice e ex modella statunitense (Selma, n. 1943)

## Aviatrici(1)
- Cornelia Fort, aviatrice statunitense (Nashville, n. 1919 - Merkel, † 1943)

## Avvocate(1)
- Cornelia Sorabji, avvocata indiana (Nashik, n. 1866 - Londra, † 1954)

## Calciatrici(1)
- Cornelia Kramer, calciatrice danese (Aalborg, n. 2002)

## Canoiste(1)
- Cornelia Sideri, canoista rumena (n. 1938 - † 2017)

## Canottiere(2)
- Cornelia Klier, ex canottiera tedesca (n. 1957)
- Cornelia Linse, ex canottiera tedesca (Greifswald, n. 1959)

## Cantanti(4)
- Corry Brokken, cantante, conduttrice televisiva e giudice olandese (Breda, n. 1932 - Laren, † 2016)
- Cornelia Jakobs, cantante svedese (Nacka, n. 1992)
- Corry Konings, cantante olandese (Breda, n. 1951)
- Cornelia Mooswalder, cantante austriaca (Leoben, n. 1993)

## Cestiste(4)
- Cornelia Gayden, ex cestista statunitense (Bogue Chitto, n. 1971)
- Cornelia Gheorghe, ex cestista rumena (Bucarest, n. 1942)
- Lia van Reemst, ex cestista olandese (Amsterdam, n. 1957)
- Cornelia Stoichiță, ex cestista rumena (Galați, n. 1961)

## Cicliste su strada(1)
- Keetie van Oosten-Hage, ex ciclista su strada e pistard olandese (Sint-Maartensdijk, n. 1949)

## Compositrici(1)
- Cornelia Calegari, compositrice, organista e cantante italiana (Bergamo, n. 1644 - † 1662)

## Fisiologhe(1)
- Cornelia Channing, fisiologa e docente statunitense (Boston, n. 1938 - Maryland, † 1985)

## Illustratrici(2)
- Cornelia Barns, illustratrice statunitense (New York, n. 1888 - Los Gatos, † 1941)
- Cornelia Hesse-Honegger, illustratrice svizzera (Zurigo, n. 1944)

## Lunghiste(1)
- Cornelia Deiac, ex lunghista rumena (Oradea, n. 1988)

## Maratonete(1)
- Cornelia Melis, maratoneta (Aruba, n. 1960)

## Matematiche(1)
- Cornelia Fabri, matematica italiana (Ravenna, n. 1869 - Firenze, † 1915)

## Modelle(1)
- Yoï Crosse, modella e scrittrice britannica (Tállya, n. 1877 - Firenze, † 1944)

## Neuroscienziate(1)
- Cornelia Bargmann, neuroscienziata statunitense (n. 1961)

## Nobildonne(5)
- Cornelia Barbaro Gritti, nobildonna e poetessa italiana (Venezia, n. 1719 - † 1808)
- Cornelia Metella, nobildonna romana (Roma, n. 73 a.C. - Roma)
- Cornelia Silla, nobildonna romana (Roma, n. 109 a.C.)
- Cornelia Postuma, nobildonna romana
- Cornelia Scipione, nobildonna romana (n. 46 a.C. - † 16 a.C.)

## Nobili(3)
- Cornelia Malaspina, nobile italiana
- Cornelia Rossi Martinetti, nobile italiana (Lugo di Romagna, n. 1771 - Bologna, † 1867)
- Cornelia Zangheri Bandi, nobile italiana (Longiano, n. 1664 - Cesena, † 1731)

## Nuotatrici(7)
- Conny van Bentum, ex nuotatrice olandese (Barneveld, n. 1965)
- Cornelia Dörr, nuotatrice tedesca orientale (Lipsia, n. 1958)
- Corrie Laddé, nuotatrice olandese (Giacarta, n. 1915 - Bad Ischl, † 1996)
- Cornelia Polit, ex nuotatrice tedesca orientale (Teutschenthal, n. 1963)
- Corrie Schimmel, ex nuotatrice olandese (Bussum, n. 1939)
- Cornelia Sirch, ex nuotatrice tedesca (Jena, n. 1966)
- Cocki van Engelsdorp Gastelaars, ex nuotatrice olandese (Rotterdam, n. 1938)

## Orologiaie(1)
- Corrie ten Boom, orologiaia e scrittrice olandese (Haarlem, n. 1892 - Placentia, † 1983)

## Ostacoliste(2)
- Cornelia Oschkenat, ex ostacolista e velocista tedesca (Neubrandenburg, n. 1961)
- Cornelia Ullrich, ex ostacolista tedesca orientale (Halberstadt, n. 1963)

## Pallavoliste(1)
- Cornelia Dumler, pallavolista tedesca (Feuchtwangen, n. 1981)

## Poetesse(1)
- Cornelia Sale Mocenigo Codemo, poetessa e traduttrice italiana (Vicenza, n. 1792 - Treviso, † 1866)

## Politiche(3)
- Cornelia Ernst, politica tedesca (Bad Saarow, n. 1956)
- Cora van Nieuwenhuizen, politica olandese (Ridderkerk, n. 1963)
- Carola Schouten, politica olandese ('s-Hertogenbosch, n. 1977)

## Schermitrici(1)
- Cornelia Hanisch, ex schermitrice tedesca (Francoforte sul Meno, n. 1952)

## Sciatrici alpine(5)
- Cornelia Hütter, sciatrice alpina austriaca (Graz, n. 1992)
- Cornelia Meusburger, ex sciatrice alpina austriaca (n. 1972)
- Cornelia Pröll, ex sciatrice alpina austriaca (Kleinarl, n. 1961)
- Cornelia Tiefenbacher, ex sciatrice alpina austriaca (n. 1990)
- Cornelia Öhlund, sciatrice alpina svedese (n. 2005)

## Scrittrici(3)
- Cornelia Antolini, scrittrice, insegnante e poetessa italiana (Ponte Valleceppi, n. 1866 - Ponte Valleceppi, † 1952)
- Cornelia Funke, scrittrice tedesca (Dorsten, n. 1958)
- Nele Neuhaus, scrittrice tedesca (Münster, n. 1967)

## Tenniste(1)
- Cornelia Lister, ex tennista svedese (Oslo, n. 1994)

## Senza attività specificata(7)
- Cornelia, romana
- Cornelia Salonina, romana (Milano, † 268)
- Cornelia, romana (n. 94 a.C. - † 69 a.C.)
- Conny Kissling, ex sciatrice freestyle svizzera (Olten, n. 1961)
- Cornelia Pfohl, ex arciera tedesca (n. 1971)
- Cornelia Schlosser, tedesca (Francoforte sul Meno, n. 1750 - Emmendingen, † 1777)
- Cornelia de Jong, olandese (n. 1907)